# アルパド
アルパド（Arpad）は、シリア北西部、古代アラム人のシロ・ヒッタイト国家群（シリア・ヒッタイト）の都市。高さ8メートルの城壁を備えていた。紀元前9世紀に一度は新アッシリア帝国に服従したが、反乱に踏み切る。紀元前843年に新アッシリア帝国軍の攻撃を受け、3年の包囲戦の後に陥落、破壊された。その後、再建されたが、小規模なものにとどまった。

## 歴史
アルパドは、アレッポの北東約30キロメートルに位置し、おそらく現代のテル・リファートに当たるとされる
アルパドとはヘブライ語で「贖罪の光」または「私は広がる（支持される）」を意味するとされる。
紀元前9世紀頃、アラム人の小さな部族国家群「新ヒッタイト」（Neo-Hittite、近年はシリア＝ヒッタイト Syro-Hittite とも呼ばれる）諸国がレバント周辺からアナトリア南部、ユーフラテス川中流域に散在していた。紀元前9世紀にヤハン（おそらく部族名）のグシ王は、ユーフラテス川西岸からアレッポ周囲までの範囲に広がるビト・アグシ（Bit-Agusi）というアラム人の国家を建設し、アルパドを首都とした。ビト・アグシは北のエザーズから南のハマまで広がっていた。同時期のシリア＝ヒッタイト国家群には、南のハマト、ユーフラテス川沿いのカルケミシュ、その少し下流にあるビト・アディニ（Bit-Adini、首都ティル・バルシプ）、北のグルグム（Gurgum、首都マルカシ）、東のハブール川沿岸にあるビト・バヒアニ（Bit-Bahiani、首都グザナ Tell Halaf/Guzana）などがある。ティル・バルシプからは、紀元前8世紀頃にアルパドとの条約を結んだことを示す石碑が出土している。
紀元前753年頃、アッシリアの王アッシュル・ニラリ5世はアルパドに遠征を行い、その王マティエルを服属させる事に成功した。この際の条約の一部は現在も残っており、マティエルが従わない場合にアッシリアが王族や都市にもたらす懲罰が延々と述べられている。
しかし、マティエル王の死後、アルパドはウラルトゥと同盟し、シリアにおける同盟国の中心になっていた。
紀元前743年、新アッシリア王国の王ティグラト・ピレセル3世はサムサットでサルドゥリ2世のウラルトゥ軍に勝利すると、アルパドを包囲したが、アルパドはアッシリア軍の攻撃に屈せず、3年にわたる包囲戦を戦った。おそらくアルパドの遺跡であろうテル・リファートには、往事には8メートルの高さの城壁があったことが分かっている。しかし、紀元前740年にアルパドは陥落し、ティグラト・ピレセル3世は住民を殺戮し市街を破壊。アッシリアには「金30タラント、銀2,000タラント、（および各種の）動産」を持ち帰った。
ビト・アグシはアッシリアに併合され、東部はアルパド州、西部はツィンム州になり、アルパドは州都として再建されたが、市域は以前よりは小さなものとなった

。セレウコス朝の時代でも人が住んでいたようである。

## 支配者
トレヴァー・ブライスによれば、以下の支配者が確認されている。
- グシ（Gusi、紀元前890年-紀元前880年頃に即位[16]）
- ハドラム（Hadram、アッシリア語ではアドラムまたはアラメ、グシの息子、紀元前860年頃から紀元前830年頃）
- アッタル・シュムキ1世（Attar-šumki I、ハドラムの息子、紀元前830年頃から紀元前800年頃）
- バル・ハダド（Bar-Hadad、アッタル・シュムキ1世の息子、紀元前800年頃）
- アッタル・シュムキ2世（Attar-šumki II、バル・ハダドの息子、紀元前8世紀前半）
- マティール（Mati'ilu (Mati'el)、アッタル・シュムキ2世の息子、紀元前760年頃から紀元前745年頃）

## 聖書における記述
ヘブライ語聖書（旧約聖書）では、大きく分けて二つの場面で登場する。

### 列王紀およびイザヤ書
列王紀およびイザヤ書では、アッシリアの高官ラブシャケが、ユダ王国のヒゼキヤ王（とエルサレム市民）に降伏を求める場面で、「アッシリアの強大な力に抵抗する諸国民の神々の無力さの証拠としてアルパドの命運に言及さ」れている。
- s:列王紀下(口語訳)#18:34
  - ハマテやアルパデの神々はどこにいるのか。セパルワイム、ヘナおよびイワの神々はどこにいるのか。彼らはサマリヤをわたしの手から救い出したか。
- s:列王紀下(口語訳)#19:13
  - ハマテの王、アルパデの王、セパルワイムの町の王、ヘナの王およびイワの王はどこにいるのか』」。
- s:イザヤ書(口語訳)#10:9
  - カルノはカルケミシのようではないか。ハマテはアルパデのようではないか。サマリヤはダマスコのようではないか。
- s:イザヤ書(口語訳)#36:19
  - ハマテやアルパデの神々はどこにいるか。セパルワイムの神々はどこにいるか。彼らはサマリヤをわたしの手から救い出したか。
- s:イザヤ書(口語訳)#37:13
  - ハマテの王、アルパデの王、セパルワイムの町の王、ヘナの王およびイワの王はどこにいるか』」。

### エレミヤ書
エレミヤ書では、諸国に対する裁きの預言の中で、地理的に近いダマスカス（アラム・ダマスカス王国）への裁きの前置きとして名を挙げられている。
- s:エレミヤ書(口語訳)#49:23
  - ダマスコの事について、「ハマテとアルパデは、うろたえている、彼らは悪いおとずれを聞いたからだ。彼らは勇気を失い、穏やかになることのできない海のように悩む。

## 考古学的調査
テル・リファート遺跡は、楕円形をしており長直径250メートル×短直径233メートル。この中で、主城塞は142メートル×142メートルで最高部は高さ30メートル。全域を囲む防壁の延長は約2マイル (3.2 km)である。
この遺跡は、ユニヴァーシティ・カレッジ・ロンドン考古学研究所またはロンドン大学のチームによって発掘された。1956年に予備調査が行われた後、1961年と1964年の2シーズンにわたって発掘された。発掘隊はM. V. Seton Williamsが率いた。この3回の調査では、多数のコインが発見され、その年代は紀元前2世紀から紀元後14世紀まであった。
1977年には同じく考古学研究所によって、テル・リファート周辺の考古学的調査が行われた。

## セフィレ碑文
セフィレ碑文は現存する古アラム語最大の碑文である。アレッポの南東約25キロメートルのセフィレ村で発見されたもので、KTK(地名または国名)の王バル・ガアヤとアルパド王「アッタルセマク息子マティエル」の間で結ばれた条約である。
古代の法律文書の通例として、末尾は神々を含めた証人の名のリストとそれを破った場合の呪いという形になっている。